# La magia della neve
La magia della neve (titolo originale inglese: Giovanni's Light) è un romanzo scritto da Phyllis Theroux nel 2002. È stato tradotto in italiano, in tedesco (col titolo Das wundersame Schneefeuer eine Weihnachtsgeschichte) e in giapponese   ( ジョバンニの光 ?,  Jobanni no hikari).

## Trama
Ryland Falls è un luogo da fiaba: le casette in legno, le lucciole nei prati, i salici che bagnano i loro rami nel laghetto, la montagna che incornicia il panorama pittoresco. Ma anche qui qualcosa sta cambiando. È il primo dicembre, Natale si avvicina.
In passato a quest'epoca sarebbe già stato indetto per la casetta di Pan di Zenzero, sarebbero già stati scelti i bambini per il Presepio Vivente, gli addobbi natalizi avrebbero fatto bella mostra in tutte le case... quest'anno, invece, gli adulti, tutti presi dalle loro preoccupazioni, non hanno voglia di festeggiare: non vanno ai ricevimenti, le decorazioni rimangono negli scatoloni dell'Elwood's Market e Giovanni, il commerciante di alberi natalizi, non riesce a venderne nemmeno uno.
Per fortuna, però, arriva la neve, ne scende così tanta che la città si blocca. Prigionieri nelle loro dimore e, soprattutto, impossibilati a lavorare, gli abitanti della cittadina riscoprono così piaceri a lungo dimenticati: c'è chi ritrova il piacere di giocare con il proprio figlio; chi, come nonna Bridgerman, rivive la propria esistenza mentre la descrive alla nipote; chi comprende quanto un animale possa essere un amico sincero e leale. E quando la bufera si placa tutti hanno imparato una grande lezione: nelle piccole cose si possono nascondere immensi tesori.